# Камэяма, Тиэми
Тиэ́ми Камэя́ма (яп. 亀山 智恵子 Камэяма Тиэми, род. 31 октября 1984) — японская кёрлингистка.
Играет на позиции первого.

## Достижения
- Тихоокеанско-азиатский чемпионат по кёрлингу: золото (2005).
- Чемпионат Японии по кёрлингу среди женщин: золото (2005), серебро (2003, 2006).

## Команды
| Сезон   | Четвёртый   | Третий        | Второй        | Первый        | Запасной                                    | Турниры                                  |
| ------- | ----------- | ------------- | ------------- | ------------- | ------------------------------------------- | ---------------------------------------- |
| 2002—03 | Юкако Цутия | Дзюнко Сонобэ | Томоко Сонобэ | Тиэми Камэяма | Мицуки Сато                                 | ЧЯЖ 2003                                 |
| 2004—05 | Юкако Цутия | Дзюнко Сонобэ | Томоко Сонобэ | Тиэми Камэяма | Мицуки Сато                                 | ЧЯЖ 2005                                 |
| 2005—06 | Юкако Цутия | Дзюнко Сонобэ | Томоко Сонобэ | Тиэми Камэяма | Мицуки Сато тренер: Edward Dezura (ТАЧ, ЧМ) | ТАЧ 2005 · ЧЯЖ 2006 · ЧМ 2006 (11 место) |

(скипы выделены полужирным шрифтом)